# Vanůvek
Vanůvek (německy Klein Wanau) je obec v okrese Jihlava v kraji Vysočina. Leží čtyři kilometry severozápadně od Telče. Žije zde 37 obyvatel, čímž se Vanůvek řadí mezi obce v Česku s nejnižším počtem obyvatel.

## Název
Název se vyvíjel od varianty na Malém Evanově (1447), Eywanow Maly (1531), Malý Wanow (1592), Klein Wanow (1678, 1718), Klein Wanau (1751), Klein Wannau a Wanuwek (1846), Klein Wanau a Wanůvky (1872), Klein Wanau a Malý Vanov, též Vanůvek (1893) až k podobě Vanůvek v letech 1921 a 1924. Místní jméno je zdrobnělinou k názvu Vanov, od něhož se dříve odlišoval přívlastkem malý.

## Historie
První písemná zmínka o obci pochází z roku 1580.

## Přírodní poměry
Geomorfologicky je oblast součástí Křižanovské vrchoviny a jejího podcelku Brtnická vrchovina, v jejíž rámci spadá pod geomorfologický okrsek Třešťská pahorkatina. Průměrná nadmořská výška činí 600 metrů. Nejvyšší bod, Musilův kopec (642 m n. m.), leží západně od obce. Obcí protéká potok Vanůvek (přítok Telčského potoka). Na katastru Vanůvku leží přírodní rezervace Doupský a Bažantka, jež je chráněna pro cenná rostlinná společenstva údolního a přechodového rašeliniště a stanoviště řady ohrožených druhů rostlin a živočichů, zachovalá vodní a mokřadní společenstva podhorského rybníka s výskytem kriticky ohroženého rostlinného druhu (Nuphar pumila).

## Obyvatelstvo
Podle sčítání 1930 zde žilo v 16 domech 124 obyvatel. 124 obyvatel se hlásilo k československé národnosti. Žilo zde 123 římských katolíků. Jednalo se o největší počet obyvatel za dobu 20. století. Od tehdy počet žijících osob v obci klesá. 
| Rok            | 1869 | 1880 | 1890 | 1900 | 1910 | 1921 | 1930 | 1950 | 1961 | 1970 | 1980 | 1991 | 2001 | 2011 | 2021 |
| -------------- | ---- | ---- | ---- | ---- | ---- | ---- | ---- | ---- | ---- | ---- | ---- | ---- | ---- | ---- | ---- |
| Počet obyvatel | 98   | 102  | 96   | 100  | 96   | 106  | 124  | 79   | 62   | 64   | 49   | 41   | 35   | 37   | 35   |
| Počet domů     | 13   | 16   | 16   | 17   | 17   | 16   | 16   | 19   | 15   | 16   | 14   | 14   | 19   | 19   | 19   |

## Obecní správa a politika
Mezi lety 1869–1980 Vanůvek byl obcí v okrese Dačice (1869–1930), poté v okrese Třešť (1950) a později v okrese Jihlava. Od 1. dubna 1980 do 31. prosince 1991 patřil jako část města k Telči a od 1. ledna 1992 je opět samostatnou obcí.
Vanůvek je členem mikroregionu Telčsko a místní akční skupiny Mikroregionu Telčsko.

### Politika
Obec má sedmičlenné zastupitelstvo, v jehož čele stojí starosta Josef Hrdý.
| Období    | Voliči | Účast v % | Mandáty | Starosta         |
| --------- | ------ | --------- | ------- | ---------------- |
| 2006–2010 | 28     | 67,86     | 7       | Josef Hrdý       |
| 2010–2014 | 31     | 83,87     | 7       | Josef Hrdý       |
| 2014–2018 | 29     | 82,76     | 7       | Josef Hrdý       |
| 2018–2022 | 22     | 81,48     | 7       | Jaroslav Jeřábek |
| 2022–2026 | 18     | 69,23     | 7       | Jaroslav Jeřábek |

### Obecní symboly
Znak a vlajka byly obci uděleny rozhodnutím předsedy Poslanecké sněmovny Parlamentu České republiky dne 21. června 2018.

## Hospodářství a doprava
V obci sídlí firma IKOLA s.r.o. Ubytovací kapacitu 250 lůžek nabízí Rekreační středisko Úsvit dislokované asi 3 km od samotné obce. V nedalekém lese směrem na obec Řídelov se nachází chatařská oblast. V samotné obci funguje Hostinec U Nechvátalů a Penzion Vanůvecký dvůr s restaurací. Vesnicí vede silnice II. třídy č. 112 z Řídelova do Telče a do obce Doupě vede komunikace III. třídy č. 11262. Dopravní obslužnost zajišťují dopravci ICOM transport, Radek Čech - Autobusová doprava a ČSAD Jindřichův Hradec. Autobusy jezdí ve směrech Dačice, Budeč, Nová Říše, Telč, Řásná, Jihlava, Černíč, Myslůvka, Mrákotín, Studená a Jindřichův Hradec. Obcí prochází cyklistická trasa Greenway ŘV a trasa č. 16 z obce Doupě do Telče.

## Školství, kultura a sport
Místní děti dojíždějí do základní školy v Telči. Působí zde Sbor dobrovolných hasičů Vanůvek. Ve stejné budově jako SDH Vanůvek a obecního úřadu se nachází malá knihovna. 

## Pamětihodnosti
- Boží muka u silnice směrem k Telči
- Kříž, cestou směr Vanov